# Park Chung-hee (handball)
Cet article traite de la joueuse de handball. Pour le militaire et homme d'État sud-coréen, voir Park Chung-hee.
Dans ce nom coréen, le nom de famille, Park, précède le nom personnel.
Park Chung-hee (ou Park Jeong-Hui), née le 10 avril 1975, est une handballeuse internationale sud-coréenne. 
Avec l'équipe de Corée du Sud, elle participe aux jeux olympiques de 2000 et 2008 où elle remporte une médaille de bronze.

## Palmarès
- Jeux olympiques d'été
  -  aux jeux Olympiques de 2008 à Pékin,  Chine